# Bildstock (Katzenbach, Kreisstraße 34)

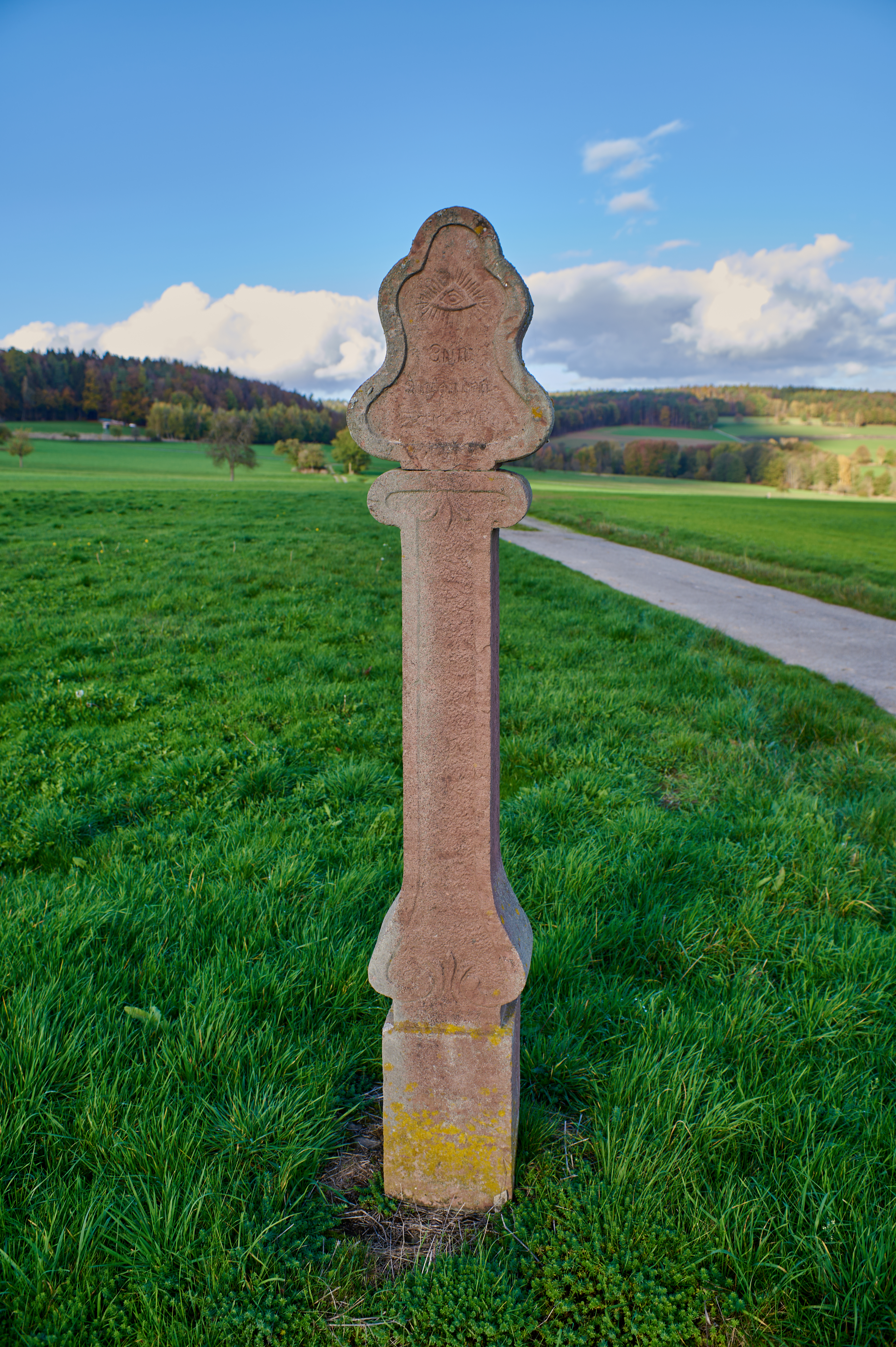
Kreuzdachbildstock in Katzenbach an der Kreisstraße KG 34.

Der Bildstock Kreisstraße 34 befindet sich in Katzenbach, einem Gemeindeteil des Marktes Burkardroth im unterfränkischen Landkreis Bad Kissingen an der Kreisstraße KG 34 zwischen Singenrain und Katzenbach.
Der Bildstock gehört zu den Baudenkmälern von Burkardroth und ist unter der Nummer D-6-72-117-36 in der Bayerischen Denkmalliste registriert.

## Beschreibung
Der 260 cm hohe Bildstock besteht aus rotem Sandstein und entstand im Jahr 1863.
Der Bildstock besteht aus einem Säulenmonolith mit Fundamentblock und Tafelaufsatz. Auf dem Bildstock befindet sich ein Abschlusskreuz. Auf einem versenkten Fundament stehen ein 48 cm hoher prismatischer Sockel mit den Abmessungen 30 cm × 24 cm, ein Vierkantschaft mit Rollwerkausbauchung an der Basis (19 cm × 20 cm auf 36 cm × 20 cm) und Rollwerkabschluss am Kapitell (32 cm). Die Schafthöhe beträgt 124 cm. Der 50 cm hohe Tafelrahmen schwingt zweimal birnförmig aus; die Breite beträgt von unten nach oben 40 cm, dann 25 cm, dann 29 cm. Das Kreuz aus Eisen ist 35 cm hoch.
Die Schaftzier sieht folgendermaßen aus: Die Inschrift unten lautet „1863“. Es findet sich zartes Pflanzenrollwerk in Andeutung.
Die Tafelzier oben sieht folgendermaßen aus: Auge Gottes mit davon ausgehenden Strahlen. Darunter befindet sich eine Inschrift in gotischer Schrift:

„Zum

Antenken

Maria Hilf!“

Auf der Rückseite steht in lateinischen Großbuchstaben: „1MM“.
Am Schaft befindet sich ein Rollwerkabschluss sowie oben und unten eine Dreierpalmette (Dreifaltigkeitssymbol).